# Bandoler

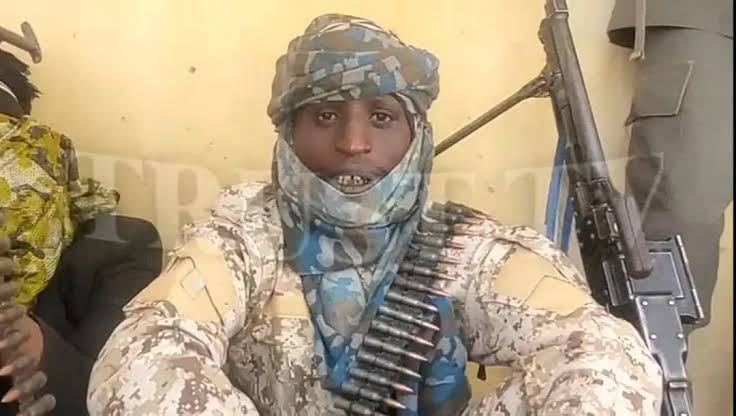
Imatge d'un bandoler modern.

El bandoler, bandit o bandejat és la persona que viu fora de llei, armada, i que sol ajuntar-se amb altres, constituint colles, per dur a terme les seves accions ofensives o defensives, entre les quals destaquen els robatoris, sovint per assalt, que constitueixen freqüentment el mètode utilitzat per a subsistir.
La figura del bandoler, en les seves diverses modalitats, és universal i present a totes les èpoques. En la seva versió tradicional és un fenomen propi de les societats rurals, on coexisteixen antagonismes socials i enfrontaments familiars i religiosos amb àmbits poc poblats i de difícil accés on els bandolers troben refugi amb facilitat. Exemples de bandolers són El Tuerto de Pirón o Joan Sala i Ferrer.

## Etimologia
Aquest grups de mots (bandoler, bandit i bandejat) és en relació amb el mot ban 'proclamació, en especial la de caràcter prohibitiu o sancionador', terme de dret medieval comú al català i a les llengües de França, provinent del germànic occidental, segurament del francic bann 'ordre comminatòria'. Segons Joan Coromines la forma bàndol seria una hibridació entre ban 'prohibició amb proclama, bandejament' i banda 'colla de gent armada, aplec de partidaris resoluts', que és a l'origen de bandoler, al principi 'partidari, parcial, facciós', que ja apareix en català el 1455, però que aviat anà prenent la connotació de 'bandejat, revoltat que assalta els enemics, i sovint els vianants, per procurar-se recursos'. El mot bandit 'lladre de camí ral', en català sembla que és pres de l'italià bandito, que també passà al castellà bandido i francès bandit. En català des del segle xiii predominà la forma ampliada bandejar que ja es troba en Bernat Desclot (bandejat).